# Флоекс
Томаш Дворжак (на чешки: Tomáš Dvořák), известен и с артистичния си псевдоним Флоекс (Floex), е чешки композитор, кларинетист, продуцент, DJ и мултимедиен артист. Извън чешката музикална сцена името му се свързва най-вече с продукцията на независимото студио за разработване на видеоигри Amanita Design.
Дворжак издава дебютния си албум Pocustone през 2001 г. под псевдонима Флоекс. През 2006 г. излиза втората игра от поредицата Samorost, чиято музика е композирана от него. Както играта, така и саундтракът получават признание едновременно от публиката и от критиката. След Samorost Дворжак композира музиката на Machinarium (2009) на Amanita Design, обявена от PC Gamer за най-добър саундтрак на 2009 г. и включена в класацията на изданието на трийсетте най-добри саундтрака към видеоигри на всички времена.

## Биография
Дворжак е роден и живее в Прага. Започва да свири на кларинет в ранна детска възраст. Учи музика в Академията за сценични изкуства в Прага и в студиото за нови медии на Михаел Биелицки. През 1996 г. започва да композира електронна музика. В началото на века създава няколко мултимедийни арт инсталации на живо.
След саундтраците на Samorost 2 и Machinarium през 2011 г. издава втория си дългосвирещ албум – Zorya, а през 2013 г. излиза съвместният му албум с Hidden Orchestra Gone (EP). За музиката на Zorya е отличен с две награди Anděl и е номиниран за няколко други.
Третата му съвместна работа с Amanita Design – Samorost 3, излиза през 2016 г. и е последвана от албума A Portrait of John Doe (2018) – съвместен проект с Том Ходж и със Симфоничния оркестър на Пражкото радио. Дворжак записва заедно с Ходж и саундтрака към германско-чешката филмова копродукция Je suis Karl (2021). През 2023 г. излиза композираният от него саундтрак към играта Shoulders of Giants на Moving Pieces Interactive.

## Дискография

### Като Флоекс
- Pocustone (2001)
- Зоря (2011)
- Gone EP (2013)
- Портрет на Джон Доу (с Том Ходж) (2018)
- Саундтрак на Je suis Karl (с Том Ходж) (2021)

### С Amanita Design
- Samorost 2 OST (2006)
- Machinarium OST (2009)
- Machinarium Bonus EP (2009)
- Samorost 3 Pre-Remixes EP (2015)
- Samorost 3 OST (2016)
- Machinarium Remixed (2019)
- Pilgrims OST (2019)
- Samorost Remaster (2021)

## Други произведения

### Видеоигри
Papetura OST (2021)
Shoulders of Giants OST (2024)

### Интерактивни медии
- RGB (2002-2008)
- Archifon (с Initi) (2011 – настояще)
- Netykavka (с Initi) (2016 – настояще)

### Театър
- Don't Stop (2018)